# Vuonnemite
La vuonnemite è un minerale appartenente al supergruppo della seidozerite.